# Falkušovce
Falkušovce este o comună slovacă, aflată în districtul Michalovce din regiunea Košice. Localitatea se află la altitudinea de 103 m deasupra n.m., se întinde pe o suprafață de 9,45 km2 și în 2017 număra 663 de locuitori.

## Istoric
Localitatea Falkušovce este atestată documentar din 1290.

## Demografie
| An:                | 1994 | 2004   | 2014   | 2024   |
| ------------------ | ---- | ------ | ------ | ------ |
| Număr de persoane: | 615  | 673    | 666    | 659    |
| Diferență:         |      | +9,43% | −1,04% | −1,05% |

| An:                | 2023 | 2024   |
| ------------------ | ---- | ------ |
| Număr de persoane: | 670  | 659    |
| Diferență:         |      | −1,64% |